# Base navale de Subic Bay
La base navale de Subic Bay est une base située dans la baie de Subic à Olongapo, aux Philippines. La base navale de l'United States Navy était la plus grande installation militaire à l'étranger des forces armées des États-Unis après la base aérienne de Clark (Clark Air Base) située à Ángeles. Jusqu'à sa fermeture, elle accueillait pour partie la Septième flotte des États-Unis. Après sa fermeture en 1992, elle est transformée par le gouvernement philippin en Subic Bay Freeport Zone (en). En 2015, celui-ci rouvre une base aéronavale sur le site pour ses forces armées.

## Période espagnole
La baie de Subic est découverte en 1571 par l’explorateur espagnol Juan de Salcedo qui signale son existence aux autorités espagnoles à son retour à Manille. Au XIXe siècle, le port de Cavite accueille la flotte espagnole aux Philippines. Mais ce lieu est particulièrement vulnérable en temps de guerre et en cas de mauvais temps en raison de ses eaux peu profondes. De plus, la cité souffre de conditions de vie insalubres et d’un grand manque de logements. Une expédition militaire est alors envoyée à Subic Bay en 1868 pour explorer la baie afin de savoir si le site est approprié à la construction d’un chantier naval. Le rapport de la Marine espagnole conclut que le site dispose d’un très bon potentiel mais le commandement espagnol à Manille se montre initialement réticent en raison de l’isolement de la province. Il faut attendre 1884 pour qu’un arrêté royal déclare Subic Bay comme port de guerre.
Le 8 mars 1885, la marine espagnole autorise la construction de l’arsenal d’Olongapo et les travaux débutent en septembre de la même année. Le port et son bassin intérieur sont dragués et un canal de drainage est construit, car les autorités militaires espagnoles ont l'intention de faire d’Olongapo une « île ». En effet, ce canal doit pouvoir servir de ligne de défense et sur lequel un pont permettant l’accès à l'entrée principale est construit. À la fin des travaux, la Caviteño, la Santa Ana, et le San Quintin, des canonnières, sont assignés à sa défense. Pour compléter ce système défensif, de l’artillerie côtière est installée aux extrémités est et ouest de la station, ainsi que sur la Grande Île à Fort Wint.
Des digues, des jetées et un petit chemin de fer sont construits sur les marécages. Des milliers de tonnes de boue et de pierres prélevées à Olongapo sont utilisées comme remblai. L'ampleur de cette extraction est si importante qu’une colline a totalement disparu pour faire place à un lagon. Ce dernier est actuellement connu comme le Bicentennial Park. L'entrée principale de l'arsenal se fait par la porte de l'Ouest, qui existe encore à l'heure actuelle. Cette porte est reliée à la Porte du Sud par un haut mur de pierres issues des carrières locales. À l'intérieur de l'arsenal, les Espagnols ont construit une fonderie, ainsi que d'autres magasins nécessaires pour la construction et la réparation navale. Les bâtiments sont disposés en deux rangées sur Rivera Point, une parcelle de terre sablonneuse faisant saillie dans la baie et nommée d'après le capitaine général des Philippines, Fernando Primo de Rivera. La pièce maîtresse de l'arsenal est le quartier général des commandants, un bâtiment d'un étage aux fenêtres en verre coloré, près de l’actuel Alava Pier. Une cour navale est aussi construite dans la zone occupée par la suite par les installations de réparation de l’US Navy.

## La bataille de la baie de Manille

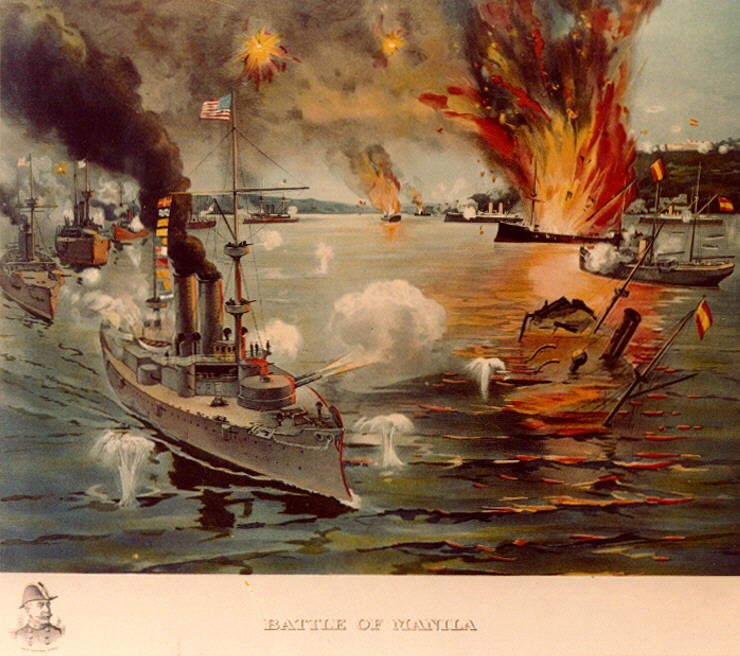
L'USS Olympia menant la flotte américaine.

Le 25 avril 1898, en même temps que les États-Unis déclarent la guerre à l’Espagne, le commodore George Dewey, commandant de la Flotte asiatique américaine, reçoit l’ordre de quitter Hong Kong et d‘attaquer la flotte espagnole dans la baie de Manille. Aux Philippines, le contre-amiral Patricio Montojo, réalisant que Subic Bay donnerait une position plus défendable que Cavite, ordonne à ses plus petits navires et aux batteries défendant la baie de Manille de résister à la flotte de Dewey et de leur refuser l'entrée de la baie de Manille. Ses autres unités sont alors envoyées dans la baie de Subic et utilisées comme poterne, pour prendre à revers la flotte américaine et couper ses approvisionnements. Le 26 avril, Montojo arrive à Subic Bay à bord du Reina Cristina et sept autres navires.
Dans la matinée du 27 avril 27, la Castilla est remorquée au nord-est de la Grande Île pour aider à contrôler l'entrée ouest de la baie. L'entrée côté est, entre Grande et l'île Chiquita, est bloquée par le sabordage de la San Quintín et de deux autres navires. Sur la Grande île, les quatre canons de 5,9" (150 mm) (Ordóñez guns (en)), expédiés depuis Sangley Point ne sont pas encore installés. Entre-temps, un navire câblier est réquisitionné pour poser des mines, mais n’en place que quatre sur les quinze disponibles.
À Hong Kong, Dewey retarde délibérément son départ en attendant des nouvelles du consul US à Manille, Oscar F. Williams, à propos des forces et positions de la flotte espagnole. Williams informe Dewey que Montojo et sa flotte se trouvent à Subic Bay. Le 30 avril, Dewey aperçoit les îles de Luzon et ordonne à l'USS Boston et à l'USS Concord (PG-3) (en) de naviguer à pleine vitesse vers Subic Bay pour chasser les navires ennemis. Après n'avoir observé aucun navire ennemi à Subic, le Boston et le Concord préviennent l'USS Olympia et rejoignent l'escadre à Manille.
À l'aube du 1er mai 1898, la flotte américaine entre dans la baie de Manille. Une fois les navires américains situés à une distance de 5 000 mètres de la flotte espagnole, Dewey ordonne au capitaine Charles Vernon Gridley (en) sur l'USS Olympia (C-6) d’ouvrir le feu. La flotte de Montojo est totalement détruite. Les pertes espagnoles sont de 167 hommes tués et 214 blessés. Les Américains n’ont à déplorer qu’une poignée de blessés.
En juin 1898, près d'un millier de ressortissants espagnols quittent Olongapo et trouvent refuge sur la Grande Île. En juillet, Dewey ordonne à l'USS Raleigh (C-8) (en) et au Concord de naviguer en direction de Subic Bay pour demander la reddition de la Grande Île. À leur arrivée, ils aperçoivent le croiseur allemand SMS Irene à proximité de l'île qui prend alors la fuite. La garnison espagnole sur l'île ne résiste pas et se rend immédiatement au capitaine Joseph Coghlan (en) du Raleigh.

## Guerre américano-philippine
Au cours de la guerre américano-philippine, les Américains s’appuient principalement sur la Naval Station Sangley Point et ignorent les installations de Subic Bay. L'arsenal est alors occupé par les forces philippines. Les Philippins construisent une batterie d'artillerie au sommet d'une crête en utilisant l'un des canons de six pouces de la Grande Île.
À l'été 1899, les canonnières américaines commencent à patrouiller dans la baie de Subic. Après avoir constaté que les patrouilles ne cesseraient pas, les Philippins se préparent à affronter les Américains. Au cours d'une patrouille de routine, le navire de ravitaillement USS Zafiro (1884) (en) entrant à Subic Bay est pris sous le feu de la batterie nouvellement construite. Le Zafiro parvient à rejoindre Cavite et signale l'incident. Le croiseur USS Charleston est alors envoyé à Subic pour faire pression sur les philippins et taire la batterie. Mais comme alors que ce dernier se retire, la batterie tire une salve pour provoquer les Américains.

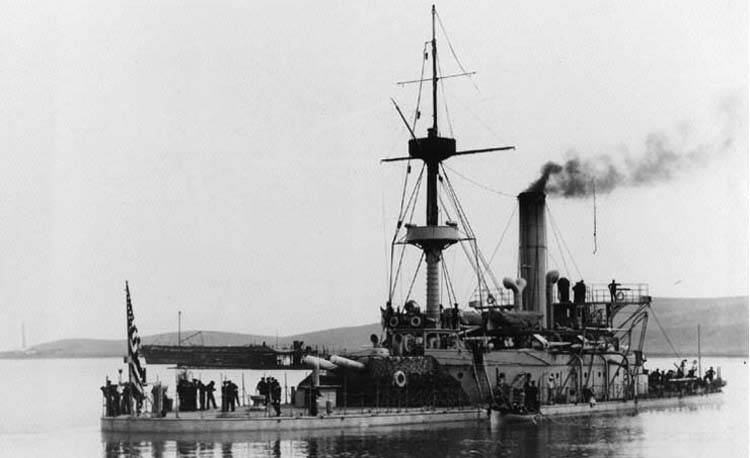
L'

Le 23 septembre 1899, l'USS Charleston, l'USS Concord (PG-3) (en), l'USS Monterey (BM-6) (en), et l'USS Zafiro (1884) (en) retournent à Subic Bay pour détruire la batterie. En dépassant Kalaklan Point, le Monterey, équipé de canons de 10 et 12 pouces, ouvre le feu. Devant ce tir de barrage, la batterie n’est en mesure de tirer qu’une salve. Les troupes américaines, 180 marins et 70 marines, débarquent depuis le Charleston dans la baie. Pendant ce temps, les autres navires continuent le tir de couverture. Les Philippins se déploient alors dans la ville d’Olongapo, et ripostent avec des armes légères. Lorsque la force de débarquement est entièrement à terre, les navires font taire les canons laissant la compagnie de débarquement prendre la batterie. En tout, trois charges de nitrocellulose sont placées sur la batterie qui est complètement détruite. Après la destruction de la batterie, les Américains rembarquent en direction de Manille. Au départ des Américains, les forces philippines tiennent encore le Navy Yard ainsi qu’Olongapo.
En décembre 1899, l'armée américaine lance une grande opération afin de mettre un terme à la résistance des forces philippines à l'autorité américaine. Une compagnie de 90 soldats du 32nd U.S. Volunteers s’attaque à Olongapo. À l'approche de Santa Rita en bordure d'Olongapo, les soldats américains rencontrent une poche de résistance. Après des tirs de riposte, les soldats philippins se dispersent rapidement permettant aux Américains de prendre le Navy Yard.
Lorsque le contre-amiral John C. Watson (en) apprend ce fait d'armes, il part pour Subic à bord de l'USS Baltimore (C-3) (en), accompagné par l'USS Oregon. À l'arrivée des navires, Watson est surpris de voir que l'armée américaine est en complète possession des lieux. Watson ordonne ensuite au capitaine des marines John Twiggs Myers (en) et à une centaine de marines de tenir le site. Les marines, qui avaient trouvé un grand mât en face de l'hôpital, lèvent le drapeau des États-Unis le 10 décembre 1899, un an après la signature du traité de Paris. Par la suite, l'état-major attribue la responsabilité du Navy Yard aux marines tandis que l'armée prend le contrôle administratif et opérationnel d'Olongapo.

## Le développement de la base par les États-Unis

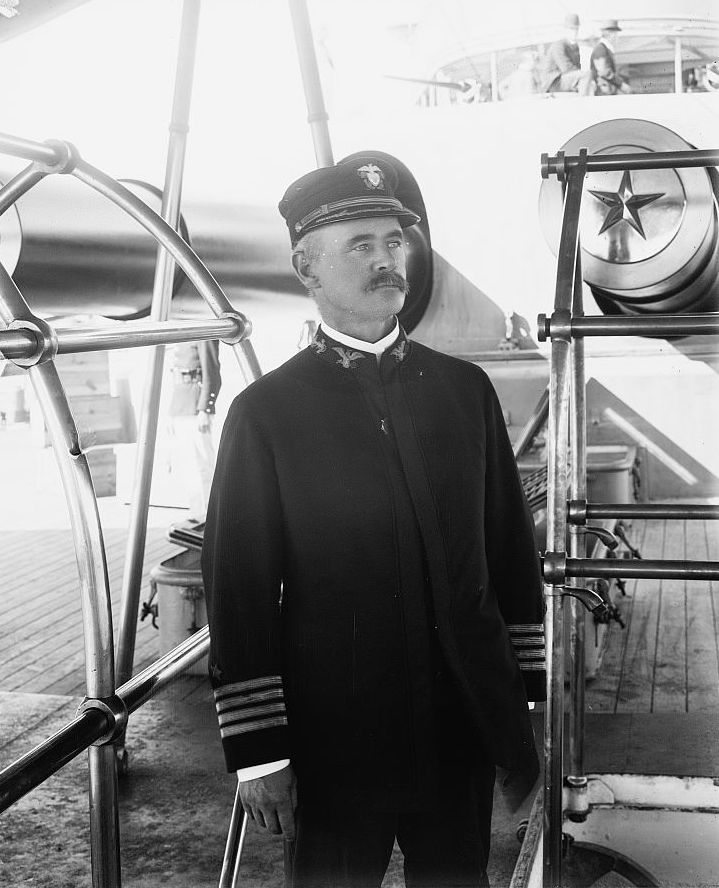
L'amiral chargé du plan de développement de la base.

Les marines exercent une autorité civile sur Olongapo. Ils ordonnent des élections municipales, nomment les policiers locaux, compensent les mauvaises récoltes, fournissent des soins et des fournitures médicales. Ils mettent aussi en place une école pour l'enseignement de la langue anglaise. L'eau potable n’étant pas disponible sur le chantier naval, elle doit donc être envoyée depuis le village de Binictican, près de l'embouchure de la rivière du même nom. Au début de l'occupation d’Olongapo, la ville devient un refuge pour les Philippins favorables aux Américains. Après une embuscade contre sept marines, les habitants des villages de Binictican et Boton reçoivent l'ordre de se déplacer à Olongapo sous la menace d’être déclarés hors la loi. Six jours après l’installation des villageois à Olongapo, l'USS Nashville (PG-7) (en) bombarde Binictican et Boton avant qu’une centaine de marines n’achèvent la destruction de ces deux villages.
En 1900, le General Board of the United States Navy lance une étude approfondie sur la construction de bases navales et s’intéressent de près aux sites de la baie de Manille et de la baie de Subic afin d’accueillir la flotte américaine aux Philippines. L’étude met en exergue que dans ces sites, la flotte américaine serait trop facilement bloquée. L'étude recommande alors l'Île de Guimaras, au sud de Manille, comme le site le plus approprié pour accueillir la principale base navale américaine aux Philippines. Seulement l’amiral de la Navy George Dewey et l'amiral George C. Remey (en), commandant de l'United States Asiatic Fleet, s’opposent à ces conclusions, préférant le site de Subic Bay.
La Marine commande une autre étude sous la conduite de l’amiral George C. Remey (en). L'étude conclut que Subic Bay est le site le plus approprié à la construction d'une base navale. Un conseil d'officiers mené par le sous-amiral Henry Clay Taylor (en) est ensuite chargé d’élaborer un plan de développement de la station navale. Ce plan, soumis au Congrès des États-Unis, comprend la construction de nouvelles fortifications, de chantiers navals, de docks, de cales sèches, d'ateliers, d'un hôpital, d'un chemin de fer reliant Olongapo à Manille et d'installations capables de stocker près de 20 000 tonnes de charbon.
Le conseil demande un crédit de 1 million de dollars ($ 27,04 millions en dollars de 2013) afin de commencer la construction de la station navale. Le président Theodore Roosevelt, un fervent partisan de la création d'une station navale à Subic Bay, publie l'ordre exécutif instituant la Subic Bay Naval Reservation le 9 novembre 1901. Des soldats supplémentaires sont affectés à Subic et lorsque la force Samar revient début mars 1902, son personnel est réparti entre Cavite et Olongapo. Cavite, cependant, continue de disposer d’un plus grand nombre de marines et d'accueillir le siège de l'US Navy en raison de sa proximité à Manille.
En décembre 1902, le contre-amiral Robley D. Evans, commandant de la flotte asiatique, dirige le premier exercice de la flotte dans les eaux asiatiques. Pour l’exercice, un corps expéditionnaire de 200 marines occupe et érige des canons sur la Grande Île. Les marines pratiquent des mouvements dans un environnement sauvage et difficile. L'exercice est un succès et confirme l'opinion de l'amiral Robley D. Evans concernant l'avantage stratégique de Subic Bay et sa valeur comme zone d'entraînement.
En juin 1907, alors que les tensions avec le Japon montent, des commandes sont secrètement émises pour les autorités de l'Armée et de la Marine en direction de Subic Bay. Une grande quantité de charbon, de matériaux et des armes de défense côtière devait être déplacée de Cavite à cette dernière. Ce plan est cependant contrecarré par d'autres chefs militaires et par le gouverneur-général Leonard Wood. Un débat acrimonieux émerge et pousse Roosevelt à favoriser le développement de la base navale de Pearl Harbor à Hawaii au détriment de la base navale de Subic,.
En 1917, les États-Unis rentrent dans la Première Guerre mondiale. Tous les chantiers navals de la Marine, y compris celui de Subic Bay, commencent alors à travailler à un rythme effréné pour préparer les navires. Les chantiers de Subic Bay prennent en charge notamment les destroyers de l'avant-garde de l'amiral William Sims.

## Entre-deux-guerres

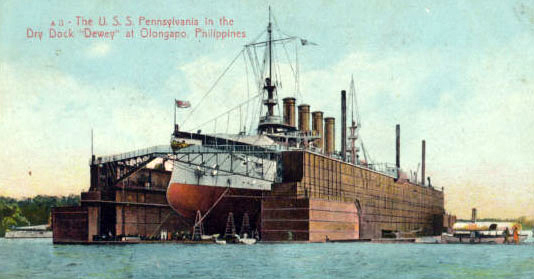
L' dans l' à Subic Bay.

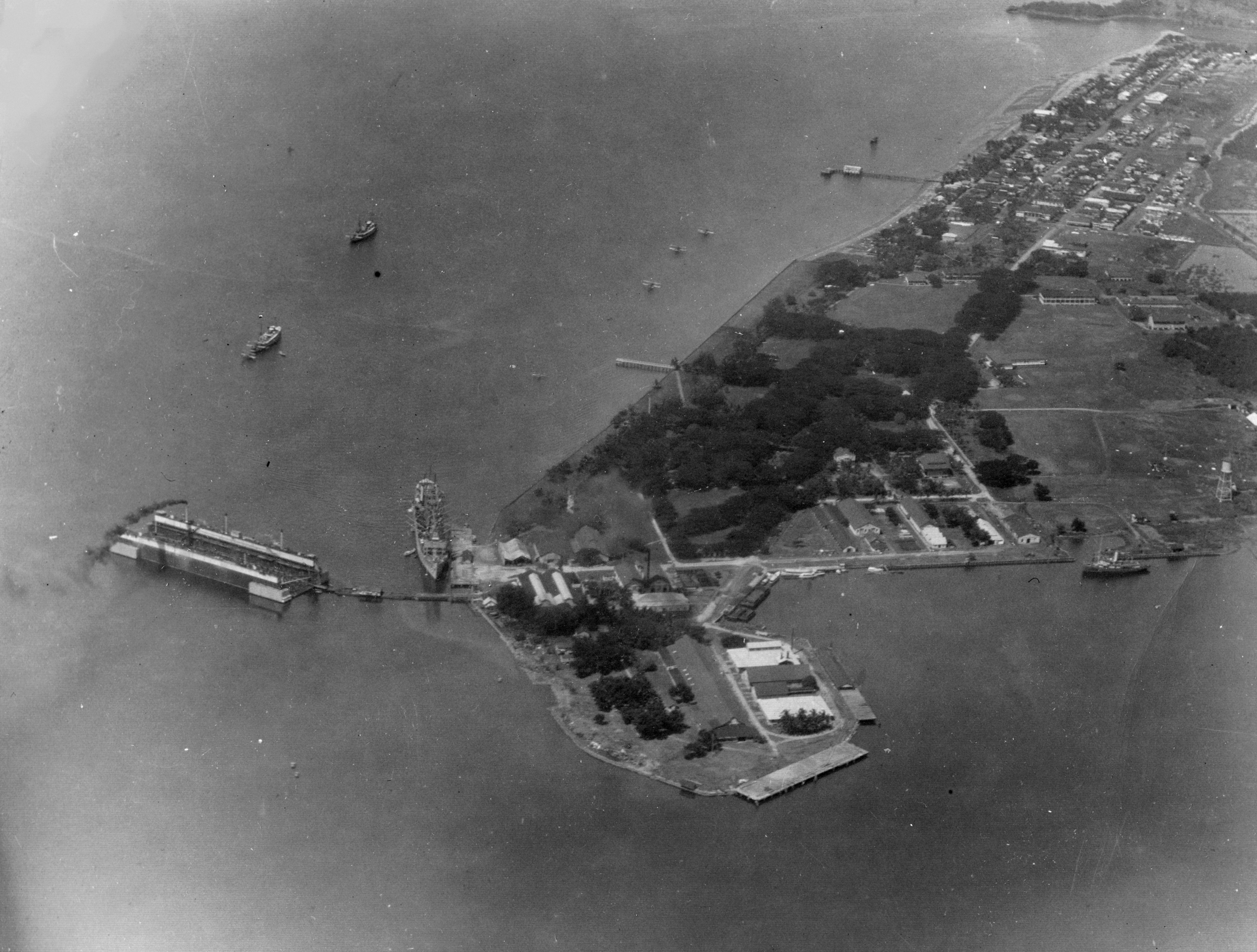
La base navale en 1928.

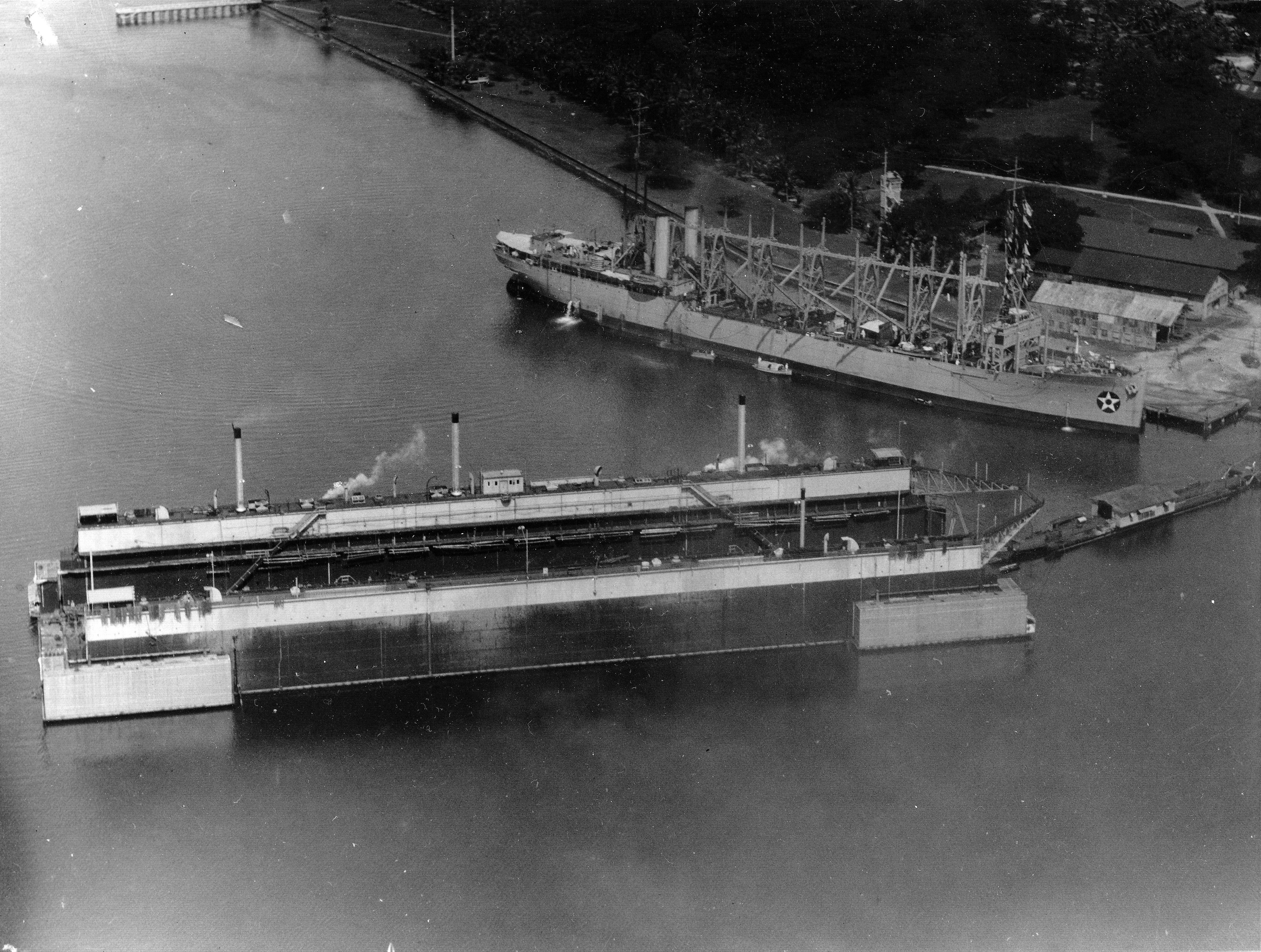
l' à Subic Bay en 1928.

Le 30 août 1923, un tremblement de terre dévaste Yokohama au Japon. La Marine apprête un navire de secours en 72 heures. Ce dernier, le navire de transport Merritt, part de Subic Bay en direction du Japon, chargé de matériel de secours de la Croix-Rouge et de 200 infirmières philippines.
Le traité de Washington de 1922 impose une limitation des armements navals. Il contraint notamment, les forces navales américaines, à la réduction des installations navales aux Philippines. Des magasins sont alors démantelés à Subic Bay, Fort Wint est mis en veille et le personnel présent est réduit.
Le gouvernement japonais garde un œil attentif sur les activités américaines aux Philippines et sur les possibles violations du traité de 1922. Pendant la saison des typhons de 1928, le VT Squadron Five, qui opère des avions lance-torpilles depuis Manille, arrive à Subic Bay sur un vol d'entraînement. Mais un typhon vire soudainement vers Subic Bay et les équipages doivent fixer des rampes pour transporter les hydravions sur la plage. Trois semaines plus tard, le commandant de l'escadron est informé d'une plainte japonaise. Le Japon accuse la Marine d’avoir violé le traité en augmentant les installations de manutention d'avions à Subic Bay. Le commandant de l'escadron doit alors se justifier devant le Bureau du gouverneur-général des Philippines afin d'apporter une réponse satisfaisante à Tokyo.
Dans les années 1930 un programme de plantation d'arbres initie la transformation de la station navale en un vaste jardin tropical avec des rues bordées de cocotiers, d'hibiscus et de gardénias. Les activités extérieures et les sports sont également promus, avec l’aménagement d’un terrain de golf. Même si les installations de Subic Bay sont considérablement réduites sous l'administration de Calvin Coolidge, une certaine capacité de réparation de navires demeure, y compris la cale sèche flottante USS Dewey.

## Seconde Guerre mondiale

### La retraite américaine

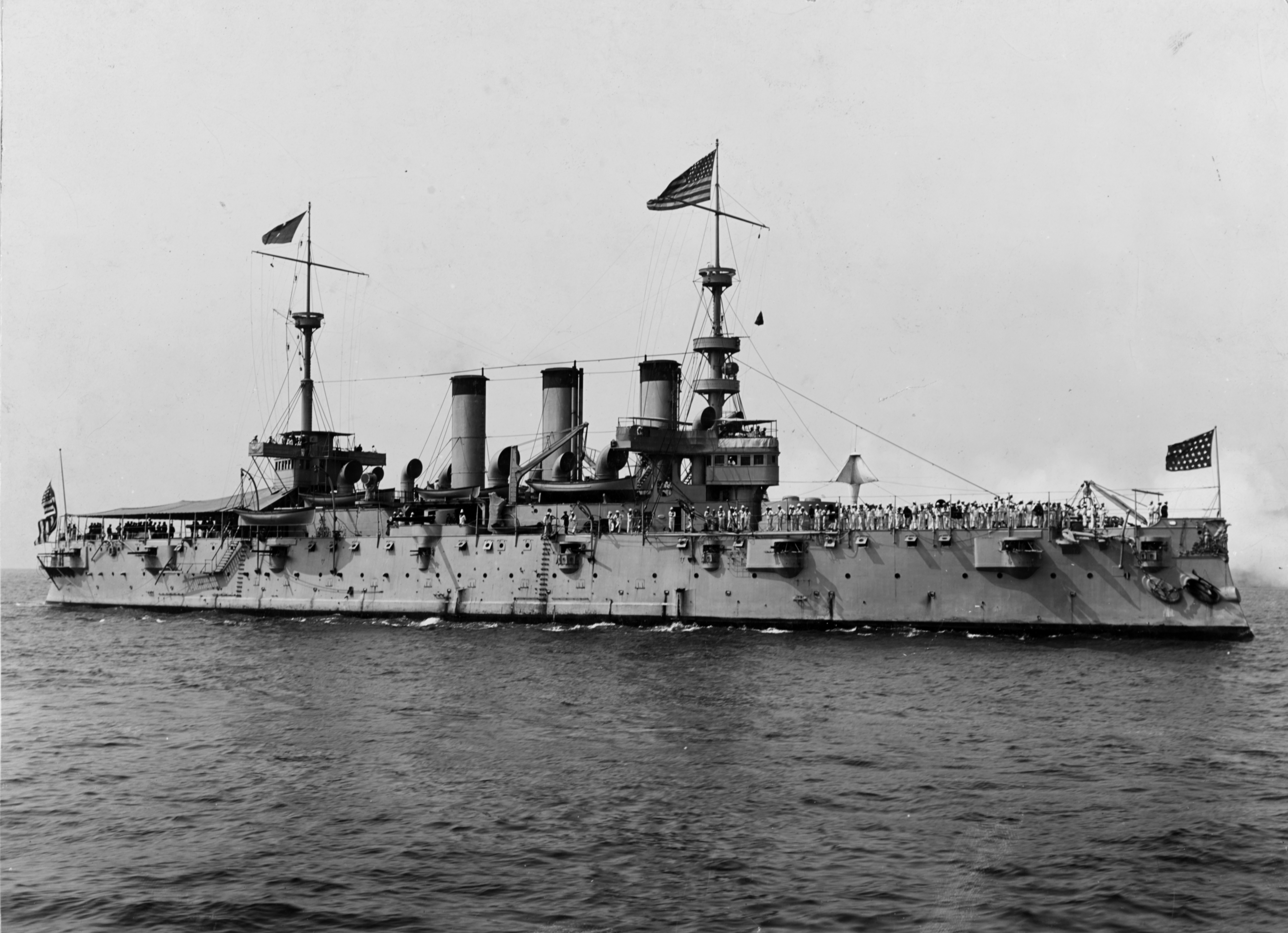
L' sabordé dans la baie de Subic devant l'avance japonaise.

À la mi-1940, le Troisième Reich a déjà envahi une partie de l'Europe et l'empire du Japon se montre de plus en plus menaçant. Le Congrès américain autorise donc le déblocage de fonds afin de renforcer les défenses côtières de Manille et de la baie de Subic. Les forces militaires philippines sont aussi intégrées dans l'United States Army Forces in the Far East nouvellement créé. Le général Douglas MacArthur, qui avait servi comme conseiller militaire auprès du gouvernement du Commonwealth des Philippines et qui avait également été maréchal des Philippines (Field marshal (Philippines) (en)), sort de sa retraite avec le grade de lieutenant-général et prend le commandant de l'United States Army Forces in the Far East.
Afin de se préparer à une guerre éventuelle et d’empêcher les Japonais d’en tirer profit, la cale sèche flottante USS Dewey, installée à Subic Bay depuis 35 ans, est remorquée et sabordée à Mariveles Harbor, sur la pointe de la péninsule de Bataan, le 8 avril 1942. Le 4e régiment de Marines qui a dû se retirer de Shanghai, s’installe à Subic Bay fin 1941. Les marines sont logés provisoirement dans des casernes en bois et dans des tentes plantées sur le champ de tir de la station navale. Les marines fraîchement arrivés sont affectés à la défense de Subic Bay, de Fort Wint sur la grande île et un champ de mines est déployé à l'entrée du port de Subic.
Au lendemain de l'attaque de Pearl Harbor, la 14e armée japonaise entame l'invasion des Philippines en débarquant sur la côte nord de Luçon le 8 décembre 1941. Des Consolidated PBY-4 Catalina, en poste à Subic Bay, effectuent des patrouilles quotidiennes pour répondre à des rumeurs selon lesquelles les Japonais approchaient des Philippines. Le 11 décembre, sept Catalina de retour de patrouille sont attaqués par des Zéros japonais. Un enseigne est tué et tous les Catalina sont détruits,.
Alors que les Japonais poursuivent leur avance, les lignes téléphoniques et télégraphiques entre Manille et Olongapo sont sabotées. En conséquence, tous les Japonais à Olongapo sont rassemblés et remis au prévôt militaire. Un prêtre est également interrogé par les marines et avoue être un membre du Bund germano-américain et un espion des Japonais. Il est fusillé dans la foulée par un peloton d'exécution constitué de marines. Le 24 décembre, la situation à Subic devient désespérée et l'on donne l'ordre d'évacuer et de détruire la base. Fort Wint, sous le commandement du colonel Napoléon Boudreau, est évacué le 25 décembre. Tout le matériel et les fournitures sont détruits. Tous les bâtiments de la station sont incendiés tandis que les Philippins mettent le feu à la ville d'Olongapo. L'ancien cuirassé USS New York (ACR-2) est remorqué dans une partie profonde de la baie et sabordé. Tous les marines se retirent vers Bataan et Corregidor où finalement ils mènent leur dernier combat avant l’évacuation,.

### La domination japonaise
Le 10 janvier 1942, les soldats de la 14e Division d'infanterie de l'Armée impériale japonaise défilent dans Olongapo après leur victoire. Les Japonais prennent possession de la base navale de Subic Bay et installent quatre compagnies de soldats et une compagnie de Kempeitai. Dans les semaines qui suivent l'occupation des Japonais de Subic Bay et de la Grande Île, des PT boat américains stationnés à Cavite reçoivent l'ordre d'attaquer un navire japonais, ancré à Subic Bay et qui pilonne les positions américaines. Les PT-31 et PT-34 entrent dans la baie séparément. Le PT-31 subit une panne de moteur et échoue sur un récif. Il est abandonné et détruit. Le PT-34 entre lui de manière inaperçue et coule pour 5 000 tonnes de fournitures en attente de déchargement. Pris ensuite sous un feu nourri, il réussit à s'échapper indemne. Le PT-32 attaque et touche un croiseur léger dans la baie de Subic le 1er février 1942. Le 17 février, le PT-34 lance une dernière attaque sur Subic Bay, mais elle échoue. Après quoi tous les PT boat sont obligés d’évacuer les Philippines.
Pour protéger Subic Bay, les Japonais installent une garnison à Fort Wint avec de l'artillerie anti-aérienne et des armes lourdes automatiques. Les Japonais relancent la construction navale à Subic Bay à leurs fins et commencent à construire des navires auxiliaires en bois. Plusieurs centaines de travailleurs en provenance de la Chine occupée et de Formose sont déportés pour travailler sur les chantiers où déjà un millier de Philippins sont à l'œuvre. Neuf navires sont construits et livrés à Cavite pour armement. Cependant, aucun de ces navires ne voit le service actif, car ils sont détruits par l'aviation américaine.
L'un des rares bâtiments qui soit encore debout après l'incendie de la ville est l'église catholique. Les Japonais la débarrassent de tous les objets religieux et la convertissent initialement en une salle de cinéma. Mais plus tard, l’église est utilisée pour emprisonner les Américains et Philippins capturés. Les prisonniers, qui ne survivent pas, sont enterrés derrière l'église dans un cimetière commun. L'ensemble des prisonniers est ensuite envoyé à Manille, les Japonais utilisent alors l'église comme une écurie pour les chevaux.

### La reconquête américaine

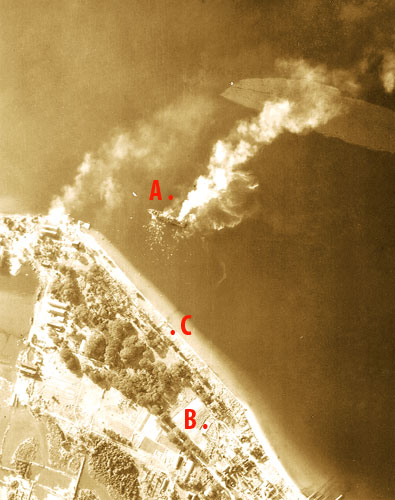
Le Oryoku Maru en feu après l'attaque le 15 décembre 1944. Photo prise par un Hellcat du USS Hornet (CV-12) montrant des prisonniers de guerre nageant dans l'eau.

Le 20 octobre 1944, quatre divisions de l'armée des États-Unis conduites par 650 navires de l'US Navy débarquent à Palo, afin de tenir la promesse de MacArthur de reprendre les Philippines. Le 13 décembre, les Japonais commencent à évacuer les civils et les biens non essentiels de Manille à bord du Oryoku Maru (en) et de quatre autres navires marchands. L’Oryoku Maru emporte également 1 620 prisonniers de guerre américains et alliés.
Dans la nuit du 14 au 15 décembre, à l’approche de la base navale de Subic Bay, les avions de chasse de l'USS Hornet attaquent l’Oryoku Maru qui est fortement endommagé et faisant de nombreux morts. Tout au long de la nuit, les Japonais débarquent dans la baie de Subic tandis que les prisonniers américains et alliés sont laissés à bord. Le lendemain, les 1 360 prisonniers survivants sont jetés à l’eau et forcés à rejoindre la rive en nageant où ils sont entassés sur un terrain de tennis clos près de la porte d'Espagne. Après quatre jours à Subic, seulement 450 prisonniers ont survécu à ces conditions. Ils sont ensuite envoyés dans les camps de travail au Japon.
En janvier 1945, les Japonais ont pratiquement abandonné Subic Bay. La Fifth Air Force lance 175 tonnes de bombes sur la Grande Île que la défense anti-aérienne squelettique japonaise ne peut contrer. Le commandant des forces japonaises aux Philippines, le général Tomoyuki Yamashita, ordonne à ses forces de se retirer sur des positions défensives dans les montagnes et ordonne au colonel Sanenbou Nagayoshi de bloquer la route 7 près de Subic Bay. Le 29 janvier, 40 000 soldats américains de la 38e division d'infanterie et du 34e Regimental combat team (en) débarquent sans résistance à San Antonio (sur le site de l'actuel The U.S. Naval Communication Station Philippines (en)). La colonne, qui avance vers Subic Bay, rencontre les premières résistances au niveau du pont qui enjambe la rivière Kalaklan près du cimetière d'Olongapo. Les Japonais, sachant qu'ils vont très prochainement perdre la ville, décident de détruire Olongapo. Finalement, les Japonais évacuent la ville qui est reprise par le 34e régiment.
Le lendemain, la Grande Île est prise et les dragueurs de mines commencent à dégager la baie. Les ingénieurs de la 38e division restent à Olongapo pour réactiver la base navale de Subic Bay. Les ponts, les bâtiments et l'usine de distillation de l'eau sont réparés. Les plages et les rues sont dégagées. Ces travaux permettent rapidement d’accueillir à sec les premiers Landing Ships.
Pendant ce temps, les troupes combattantes se dirigent vers l'est le long de la route 7, pour faire jonction avec le XIVe corps, qui se déplace vers l'ouest sur la même route. Dans la matinée du 31 janvier 1945, les Américains commencent à gravir les collines boisées de Zig Zag Pass afin de déloger les Japonais. Durant les trois premiers jours de combats à Zig Zag Pass, les troupes américaines comptent plus de victimes que pendant les 78 jours de combats à la bataille de Leyte. Le général Henry L.C. Jones est relevé et le commandement de la 38e est attribué au général Roy W. Easley qui utilise des P-47 pour l'appui aérien. Les avions commencent alors un mitraillage et bombardement intensif de la jungle sur les positions japonaises. Après 15 jours de combats, les positions ennemies sont finalement prises. Si les Japonais ont réussi à ralentir l'avance américaine, ils ont perdu plus de 2 400 soldats. Les pertes américaines se montent à plus de 1 400 morts.

## L'après-guerre
Après la Seconde Guerre mondiale, l’intérêt stratégique de la base navale de Subic Bay n'est plus à démontrer; elle est désignée comme Naval Advance Unit n°. 6. Peu après la libération des Philippines, la base est chargée d'accueillir des sous-marins et des vedettes lance-torpilles. Le ravitailleur de sous-marins USS Fulton (AS-11) (en) arrive à Subic Bay le 11 février 1945. Un dépôt naval de munitions est construit à Maquinaya, à environ 5 km de la base principale en juillet 1945. La ville d’Olongapo est rebâtie afin de fournir des logements aux civils philippins employés à la base. Olongapo et ses 9 000 résidents philippins demeurent sous administration de l'United States Navy lors de l'indépendance des Philippines le 4 juillet 1946. L'accord du 14 mars 1947 entre les États-Unis et les Philippines permet aux Américains de conserver leurs bases militaires et l'administration de la ville d'Olongapo.
Plusieurs projets d'infrastructures lourdes sont lancés. L’armée commence la construction de la Naval Air Station Cubi Point (en) pendant la guerre de Corée. Ce projet nécessite le déplacement de la moitié d'une montagne de 1 200 mètres, nécessitant 20 millions d'heures et cinq années de travail pour la construction de la station ainsi que de la jetée du Seabees en 1956. C'est aussi à cette époque que sont construits le gigantesque bunker à munitions et les bâtiments adjacents qui occupent plus de 12 400 acres dans la partie sud-ouest de Subic Bay. La ville de Banicain est démolie pour construire l'aérodrome, et ses habitants sont transférés à Olongapo. Alors que la population d'Olongapo atteint 60 000 âmes, les Philippins demandent le contrôle de la ville. Le 7 décembre 1959, 56 000 hectares de terres sont abandonnés au contrôle des Philippines. La Grande Île est convertie en centre de loisirs pour le personnel de la marine et la plupart des armes obsolètes de Fort Wint sont déplacées, en 1963, vers des parcs historiques aux États-Unis. L’ensemble de ces installations va jouer un grand rôle dans la guerre du Vietnam et la guerre du Golfe de 1991.

## La guerre du Viêt Nam

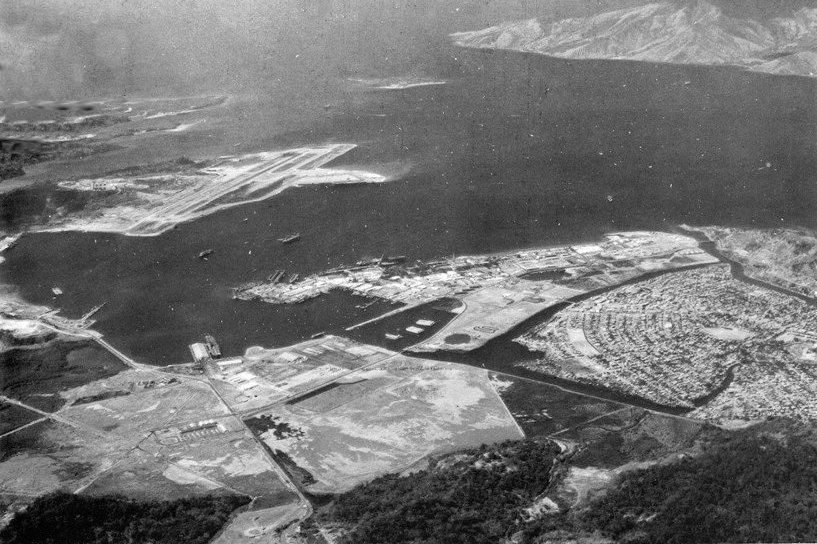
La base navale de Subic Bay en 1969.

C’est lors de la guerre du Viêt Nam que la base navale de Subic Bay atteint son pic d'activité. Après l'incidents du golfe du Tonkin en 1964, le site devient la base avancée de la Septième flotte des États-Unis en matière de réparation et de réapprovisionnement. Le nombre moyen de navires de passage dans la base par mois passe de 98 en 1964 à 215 en 1967. Le record de 47 navires militaires dans le port est atteint en octobre 1968. La base, avec 6 quais, 2 piles et 160 points d'amarrage et de mouillage, accueille en permanence une trentaine de navires,. La jetée Alava est prolongée de 600 pieds (183 m) en 1967. Environ un tiers des navires appartiennent au Military Sealift Command. Ils apportent chaque mois 45 000 tonnes de nourriture, de munitions et de fournitures et 2 millions de barils de mazout, de carburant d'aviation et de fioul JP-4. Les combustibles sont transférés à la Clark Air Base via un pipeline de 66 km. Le Naval Supply Depot maintient en permanence un inventaire de 200 000 pièces. Les 4 224 503 marins qui transitent par la base de Subic Bay en 1967 dépensent pour plus de 25 millions de dollars de marchandises.
Plus de 63 millions de dollars sont investis entre 1964 et 1968 devant la multiplication des besoins engendrés par la guerre. Le nombre de civils et militaires américains s'élève à 4 300 tandis que plus de 15 000 travailleurs philippins sont employés directement ou indirectement par la base. Les installations comprennent des Quonset hut mis en place après la Seconde Guerre mondiale. Des docks flottants supplémentaires et un troisième navire de réparation sont envoyés depuis les États-Unis afin d'augmenter les capacités de l'atelier de réparation. De même, après la fermeture du New York Navy Yard en 1966, un grand nombre de d'outils et matériel sont transférés vers les chantiers de Subic Bay. Le NAS Cubi point s’occupe de la maintenance primaire, de la réparation et du centre d'approvisionnement de l’aviation de la Septième Flotte. Le site doit être capable de fournir deux moteurs à réaction complets par jour pour garder le rythme avec les exigences de la guerre aérienne au Vietnam.
La base de Subic Bay se charge des réparations de l’ensemble des engins d'assaut amphibies, des Patrol Boat, River (en) et d'autres petites embarcations. La base prend aussi en charge des navires plus importants. L’USS Forrestal (CVA-59) ravagé par le feu subit ses premières réparations à la base en août 1967 avant son retour aux États-Unis pour une refonte complète. Les destroyers USS O'Brien (DD-725) (en), USS Ozbourn (DD-846) (en), USS Turner Joy et USS Edson, endommagés par les batteries côtières nord-vietnamiennes, sont aussi réparées aux chantiers de Subic. Le destroyer HMAS Hobart (D 39) de la Royal Australian Navy est remis en état à Subic à la suite de l'attaque par des avions de l'USAF, le 17 juin 1968. Le 3 juin 1969, le porte-avions de la Marine royale australienne le HMAS Melbourne est impliqué dans une collision avec l’USS Frank E. Evans (DD-754) (en) à environ 240 miles (390 km) au sud-ouest de Manille (voir Melbourne–Evans collision (en). L'USS Kearsarge conduit 196 des 199 survivants à Subic Bay. Une Harbor Clearance Unit One (en) est activé à Subic Bay en 1966 avec pour mission le sauvetage des navires dans les rivières et les ports du Viêt Nam. L’une des plus grandes missions accomplis par cette dernière est la récupération du Victory ship SS Baton Rouge Victory sur la rivière de Saïgon malgré le harcèlement continu par des snipers ennemis (Attack on the SS Baton Rouge Victory (en)).
Après la chute de Saïgon à l'été 1975, des centaines de milliers de réfugiés fuient le Viêt Nam. Des milliers de ces réfugiés sont secourus en mer par les navires de l'US Navy et débarqués à Subic Bay. Un centre de traitement temporaire qui traite des milliers de réfugiés est mis en place sur la Grande île en 1975. Ils sont ensuite conduits au Centre de traitement des réfugiés des Philippines (en) à Morong. L'accord de 1947 relatif aux bases militaires est modifié en 1979 et marque une évolution du rôle des Américains à Subic Bay. L'amendement confirme la souveraineté des Philippines sur la base et réduit la zone réservée de 244 à 63 kilomètres carrés. Les troupes philippines assument la responsabilité de la sécurité du périmètre de la base afin de réduire les incidents entre l'armée américaine et des civils philippins. Les États-Unis accordent aux Philippines 500 millions de dollars de crédits et d'assistance militaire.

## Histoire récente

### L'éruption du Pinatubo

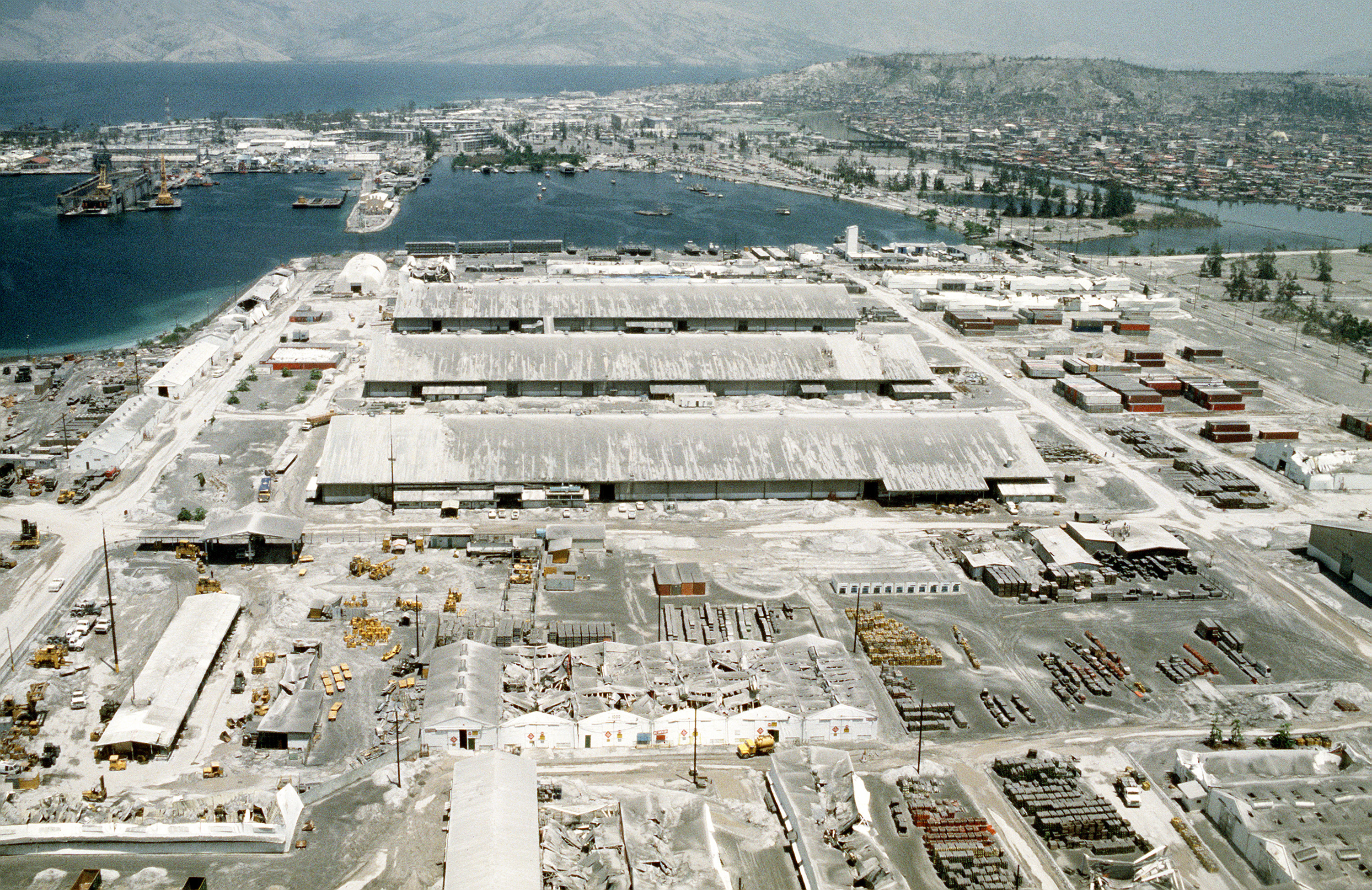
La base navale sous les cendres après l'éruption du Pinatubo.

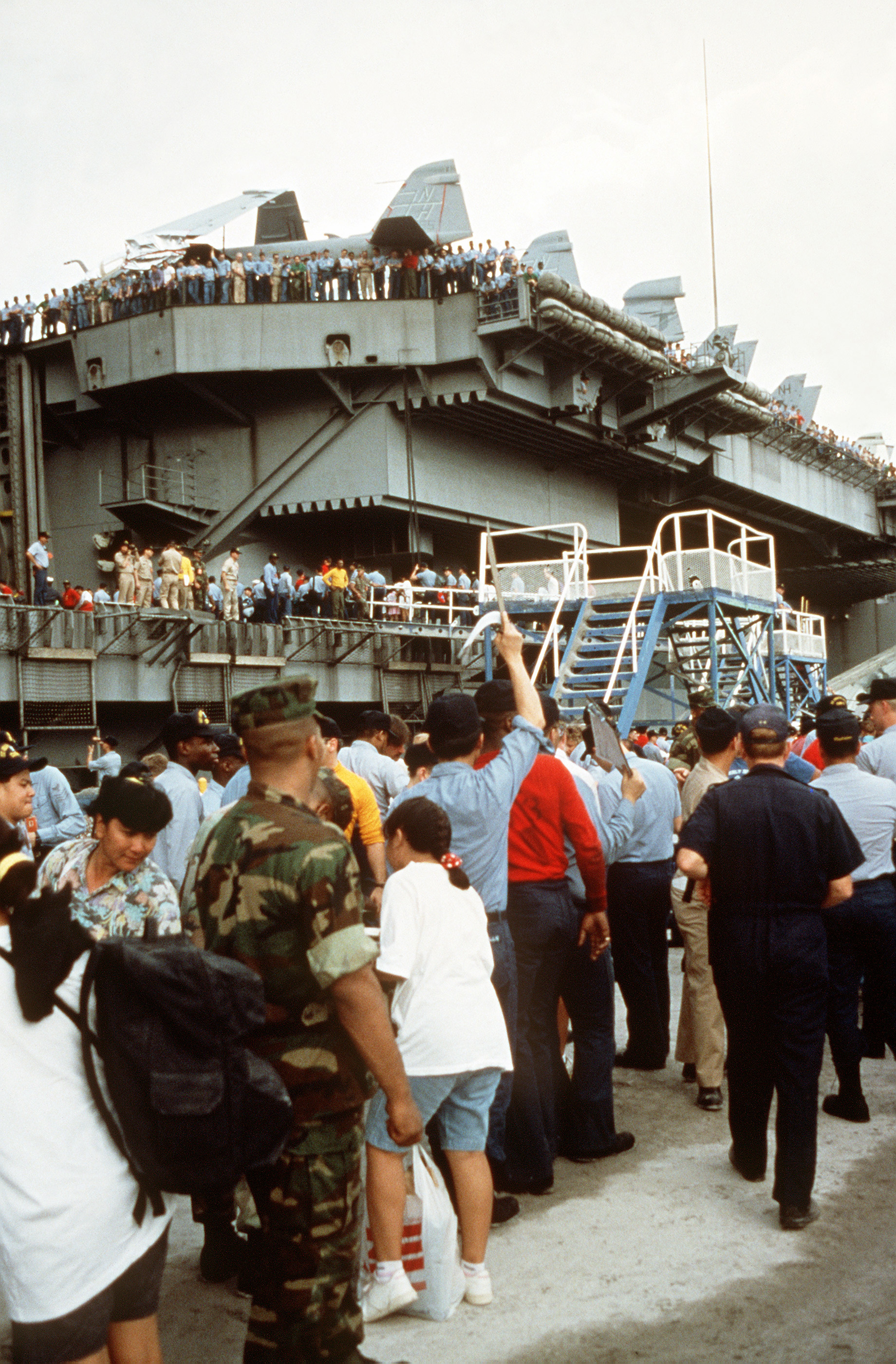
L'évacuation à bord de l'.

Le 15 juin 1991, le mont Pinatubo, à seulement 32 km de Subic Bay, explose avec une force 8 fois supérieure à l'éruption du mont St. Helens. Dans les heures qui suivent, le Typhoon Yunya (1991) (en) passant au nord de Luzon apporte de très fortes pluies avec des vents forts et s’ajoutent aux tremblements de terre liés à l’éruption volcanique. Le matin du 16 juin, Subic Bay est ensevelie sous 30 cm de cendres et de sable. Dans la ville d'Olongapo, nombre de bâtiments s'effondrent sous le poids de la cendre. On compte plus de 60 décès liés aux conséquences de l’éruption, dont huit lors de l’effondrement d’une partie de l'hôpital général d’Olongapo.
La nuit suivante, la menace des éruptions continues combinées avec le manque d'eau et d'électricité conduit à la décision d'évacuer toutes les personnes. Les navires de guerre américains et des avions-cargos commencent alors l'évacuation d'urgence de milliers de personnes. Le 17 juin, sept navires de la Marine évacuent la base navale avec 6 200 personnes. Un total de 17 navires, y compris les porte-avions USS Abraham Lincoln (CVN-72) et USS Midway, évacuent plus de 20 000 personnes les jours suivants. Les personnes évacuées sont conduites à la Mactan-Benito Ebuen Air Base (en), puis transportés par des Lockheed C-141 Starlifter à Andersen Air Force Base à Guam.
Deux semaines plus tard, le NAS Cubi Point est remis en service limité. Bientôt, la plupart des bâtiments ont l'électricité et l'eau restaurées. À la mi-juillet la plupart des unités de logements sont aussi remises en état. La plupart des personnels sont de retour à la base navale de Subic à la fin septembre 1991 qui retrouve progressivement ses capacités opérationnelles. Mais la base aérienne de Clark, beaucoup plus proche du mont Pinatubo, est déclarée comme perte totale et des plans pour une fermeture complète est initiée.

### La fermeture

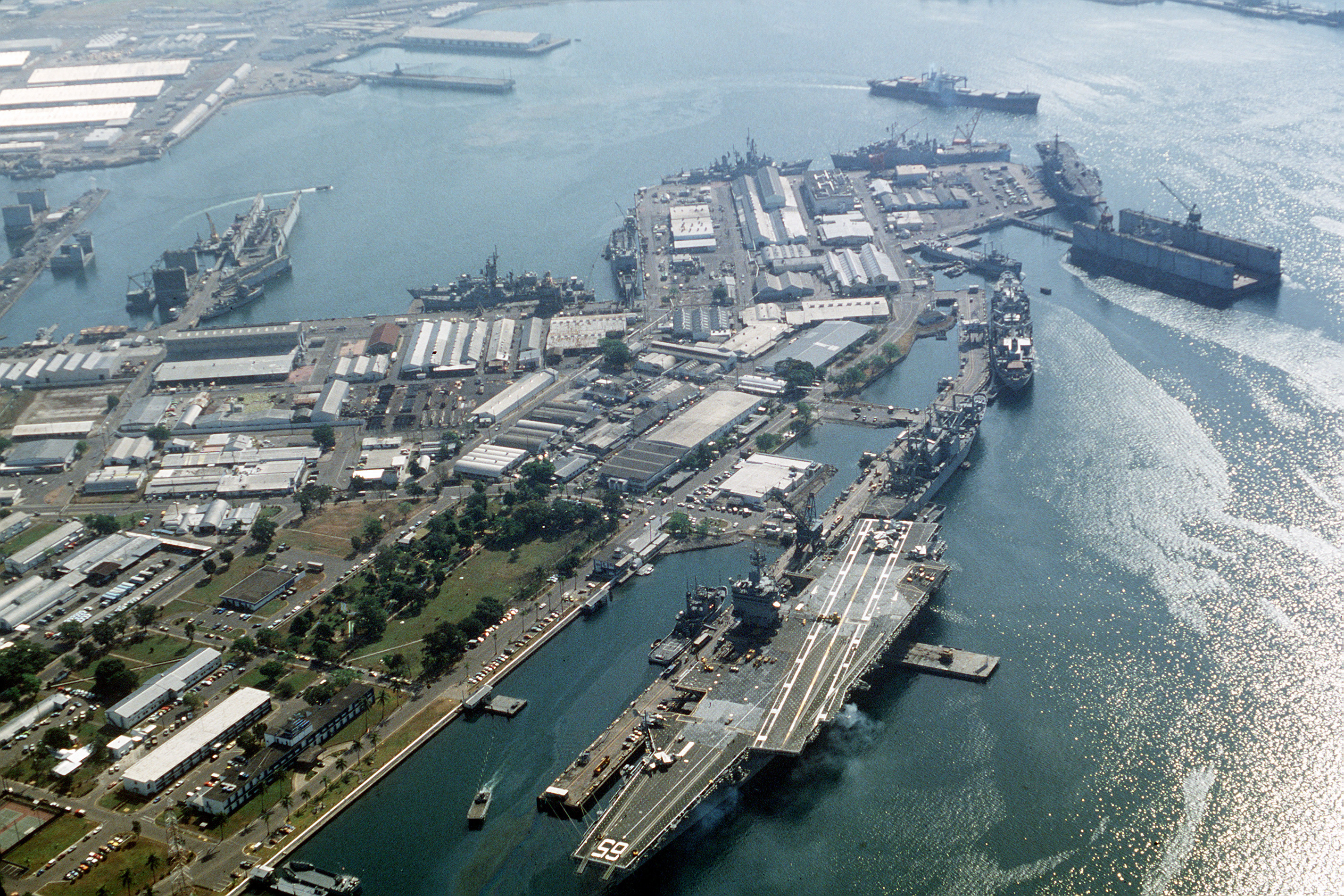
L'USS Enterprise (CVN-65) à Subic Bay au début des années 1990.

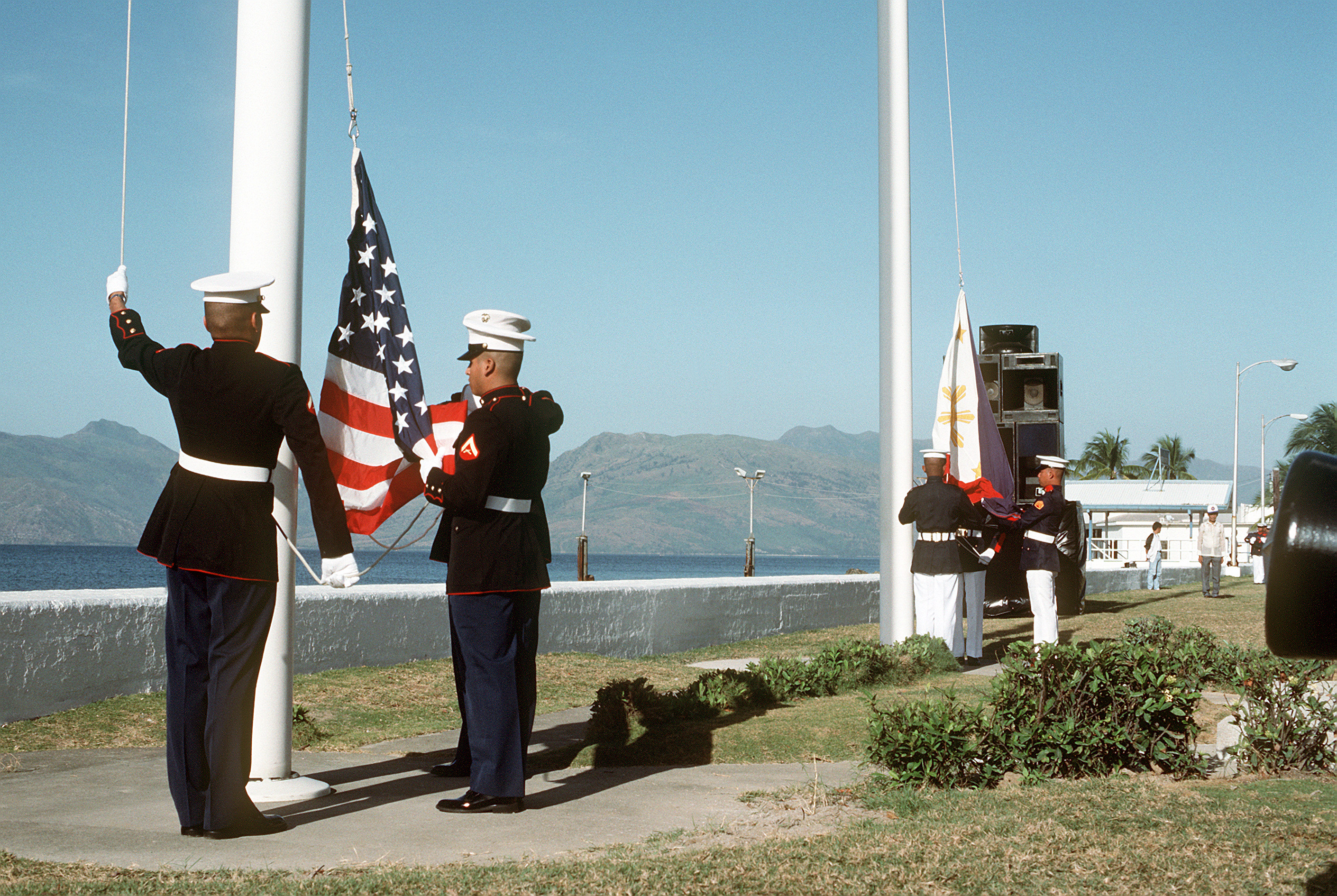
La descente du drapeau le jour du transfert de souveraineté le 24 novembre 1992.

Plusieurs mois avant l'expiration de l'accord de 1947 sur la base militaire, d'intenses négociations entre les gouvernements américain et philippin débutent. Ces négociations aboutissent au traité d'amitié, de paix et de coopération entre la États-Unis et la République des Philippines. Ce traité aurait prolongé le bail des bases américaines aux Philippines. Mais le 13 septembre 1991, le Sénat des Philippines rejette la ratification de ce traité,,.
En décembre 1991, les deux gouvernements sont encore en pourparlers sur le calendrier de retrait des forces américaines, mais les discussions se bloquent lorsque les États-Unis refusent de détailler leurs plans de retrait ou de préciser si des armes nucléaires sont présentes sur la base. Le 27 décembre, la présidente Corazon Aquino, qui s'était précédemment battue pour retarder le retrait américain afin d'atténuer l'impact sur l'économie du pays, met en demeure les États-Unis de quitter le pays à la fin de 1992. La station navale de Subic Bay est à ce moment la plus grande installation militaire américaine à l'étranger depuis la fermeture de la Clark Air Base.
En 1992, des tonnes de matériel, y compris les cales sèches et de l'équipement, sont expédiées vers diverses stations navales. Les chantiers de maintenance et de réparation navale ainsi que les dépôts d'approvisionnement sont transférés vers d'autres pays d'Asie dont le Japon et Singapour,,. Enfin, le 24 novembre 1992, le drapeau américain est abaissé à Subic pour la dernière fois et les 1 416 derniers militaires de la base évacuent par avion de la base Naval Air Station Cubi Point (en) et par mer via l'USS Belleau Wood. Ce retrait marque la fin d'une présence militaire étrangère sur le sol philippin, la première fois depuis le XVIe siècle.

## Réouverture
En juin 2012, le gouvernement philippin déclare que l'armée américaine pourrait utiliser l'ancienne base. Cela découle des liens militaires déployés entre les deux nations, et du regain d'intérêt américain pour l'Asie face à la montée de la puissance chinoise. Cette déclaration fait suite à un accord sur les forces étrangères de 1999 (Visiting Forces Agreement (en)), qui a conduit les États-Unis et les Philippines à mener de grands exercices militaires conjoints (connu sous le nom Balikatan (en)). Le Sydney Morning Herald précise le 20 novembre 2012 que Subic Bay pourrait accueillir des navires, des marines et des avions sur une base semi-permanente qui, selon les analystes, donnera aux États-Unis un nouveau point d'appui à sa réorientation stratégique dans l'océan Pacifique.
Devant l'influence grandissante de la Chine en mer de Chine méridionale, le gouvernement philippin et les États-Unis ont conclu en accord en avril 2014 sur l'ouverture de bases de l'archipel aux forces armées des États-Unis y compris les bases de Subic Bay et de Clark. La mise en œuvre de l'accord est cependant retardée à la suite de contestation judiciaire d'opposants Philippins et le débat est toujours ouvert aux Philippines sur l'accueil des troupes américaines sur leur sol. Actuellement[Quand ?], la présence américaine dans la région repose en grande partie sur les bases situées au Japon et à Guam, à près 2 500 kilomètres de distance. Si l'accord devait se concrétiser, il permettrait aux États-Unis de disposer d'un point d'appui majeur sur les rives de la mer de Chine du Sud.
En 2015, le gouvernement philippin décide de stationner, à partir de 2016, deux frégates de la marine philippine au port Alava et les douze FA-50 de la force aérienne philippine à Cubi Point.